# Coccothrinax miraguama
Coccothrinax miraguama, conocida vulgarmente como miraguano o yuraguana, es una palma de la familia  Arecaceae, endémica de Cuba. Abundante también en la Península de Yucatán en donde recibe el nombre maya de Chiit.

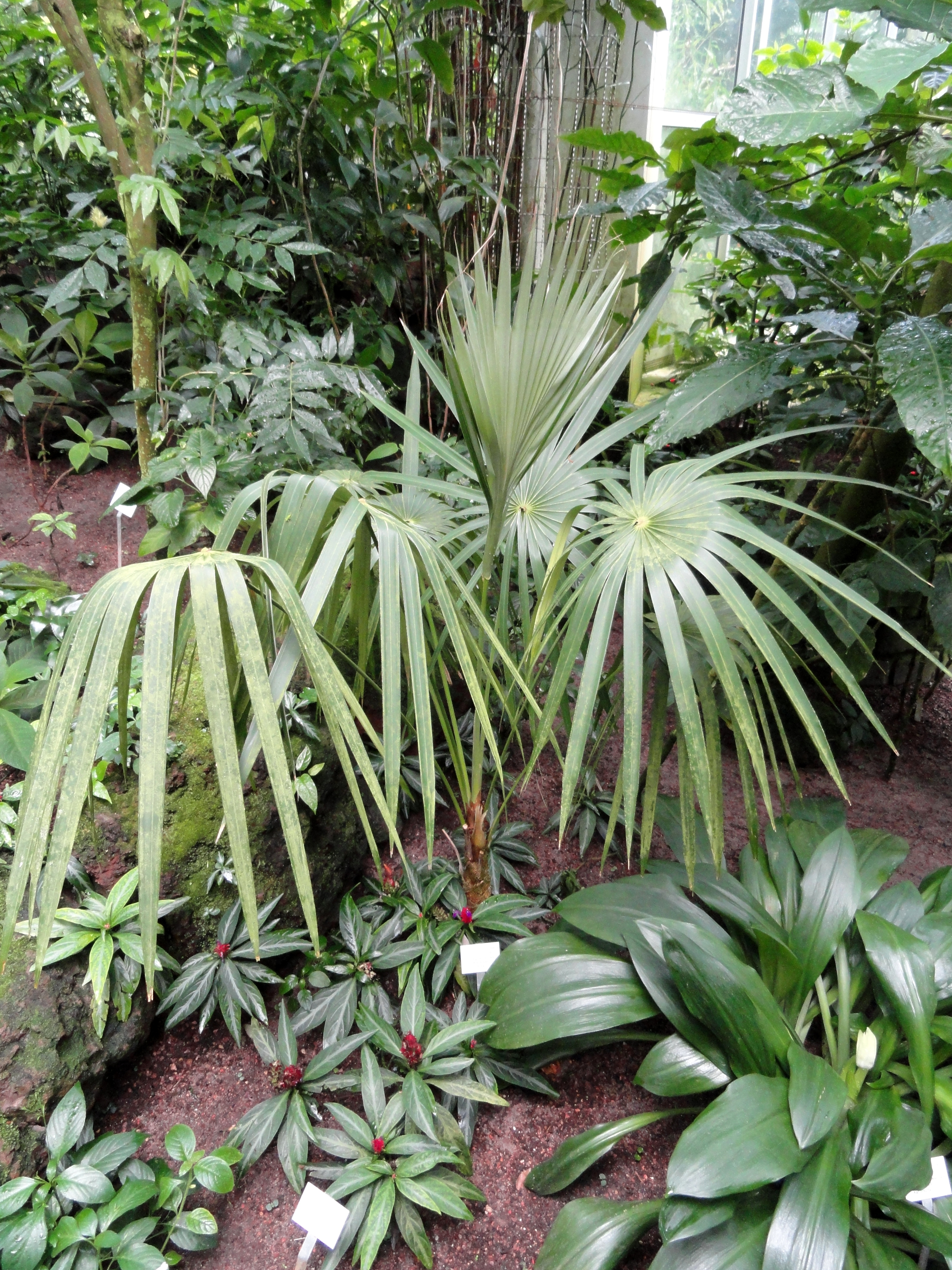
Vista de la planta

## Descripción
La subespecie miraguana se  distribuye ampliamente por suelos serpentinosos y sabanas, desde el centro-occidente de Cuba hasta el oriente. Todas las subespecies tienen como caracteres comunes el porte esbelto, con tronco único y recto, delgado, cubierto cuando jóvenes casi totalmente por las fibras de las vainas foliares, que parecen mallas tejidas. Sus hojas, como abanicos, de color verde mate con foliolos más bien rígidos que salen del centro unidos, y hacia su tercio distal se separan, presentando puntas bastante agudas. El envés es algo grisáceo. No poseen espinas ni en el tronco ni en las hojas

## Usos
Como fibra textil, puede hilarse valiéndose de un procedimiento especial, pero su principal empleo es como material para relleno. Por sí sola, es difícil de hilar porque es débil y quebradiza. A veces se hila en mezcla con algodón y viscosilla. El miraguano se emplea principalmente para rellenar colchones y almohadas aunque también tiene otros usos como relleno en peluches y muñecas. Es más ligero de peso que el algodón y casi completamente impermeable al agua. En el agua puede soportar, sin sumergirse, pesos 30 veces mayores que el suyo propio y, debido a este alto poder de flotabilidad, también se viene utilizando como relleno en los cinturones salvavidas. Tiene la gran ventaja de ser inhospitalario a los insectos parásitos, como pulgas, chinches, polillas, etc. En el caso de aplastarse por la acción del tiempo o de la humedad, basta exponer la prenda al sol para ver como se esponja rápidamente.

## Taxonomía
Coccothrinax miraguama fue descrita por (Kunth) Becc. y publicado en Memorias de la Sociedad Cubana de Historia Natural "Felipe Poey" 13:. 1939.
Etimología
Coccothrinax: nombre genérico que deriva probablemente de coco = "una baya", y la palma Thrinax nombre genérico.
miraguama: epíteto
Variedades
Se conocen cuatro subespecies:
- Coccothrinax miraguama subsp. arenicola[5]
- Coccothrinax miraguama subsp. havanensis,[6]
- Coccothrinax miraguama subsp. miraguama[7]
- Coccothrinax miraguama subsp. roseocarpa.[8]

Sinonimia
- Copernicia miraguama (Kunth) Kunth
- Corypha miraguama Kunth
- Thrinax miraguama (Kunth) Mart.[9][10][11]